# ヴィッカース・クロスレイ装甲車
ヴィッカース・クロスレイ装甲車（ヴィッカース・クロスレイそうこうしゃ、Vickers-Crossley Armoured Car）は、イギリスのヴィッカース（ビッカース）社の傘下にあたるクロスレイ社が開発・製造した装輪装甲車である。
いくつかのバリエーションがあり、大日本帝国海軍が輸入して海軍陸戦隊で使用した1925年型のM25四輪装甲車 (Vickers-Crossley M25 Armoured Car) が日本では著名である。

## 概要
第一次世界大戦においてイギリス海軍は飛行場の警備用に四輪装甲車を開発・使用した。戦後、イギリス海軍はこうした車両の保有を止め、イギリス陸軍でも1920年代からは装軌式の軽戦車への移行を図りつつあったが、植民地警備用としては需要がありクロスレイ社は装輪装甲車の製造を続けていた。
M25は1925年に開発された型で、1923年開発のM23の小改良型である。車体は5.5mm厚の装甲で覆われ、車体前部にエンジンを搭載し、車体上部には半球形の特徴的な旋回銃塔が載せられた。銃塔にはヴィッカース重機関銃Mk.Iが前方に向かって2つ、後方に向かっても2つ搭載できたが、実際は前方の2つだけという場合が多かった。銃塔に取り付けられた2つの機銃はそれぞれ別の目標を狙うことが出来た。また、最高64km/hという優れた高速性能も持っていた。主にイギリス帝国内の植民地部隊に配備され、クロスレイ社ではインド仕様と俗称していた。

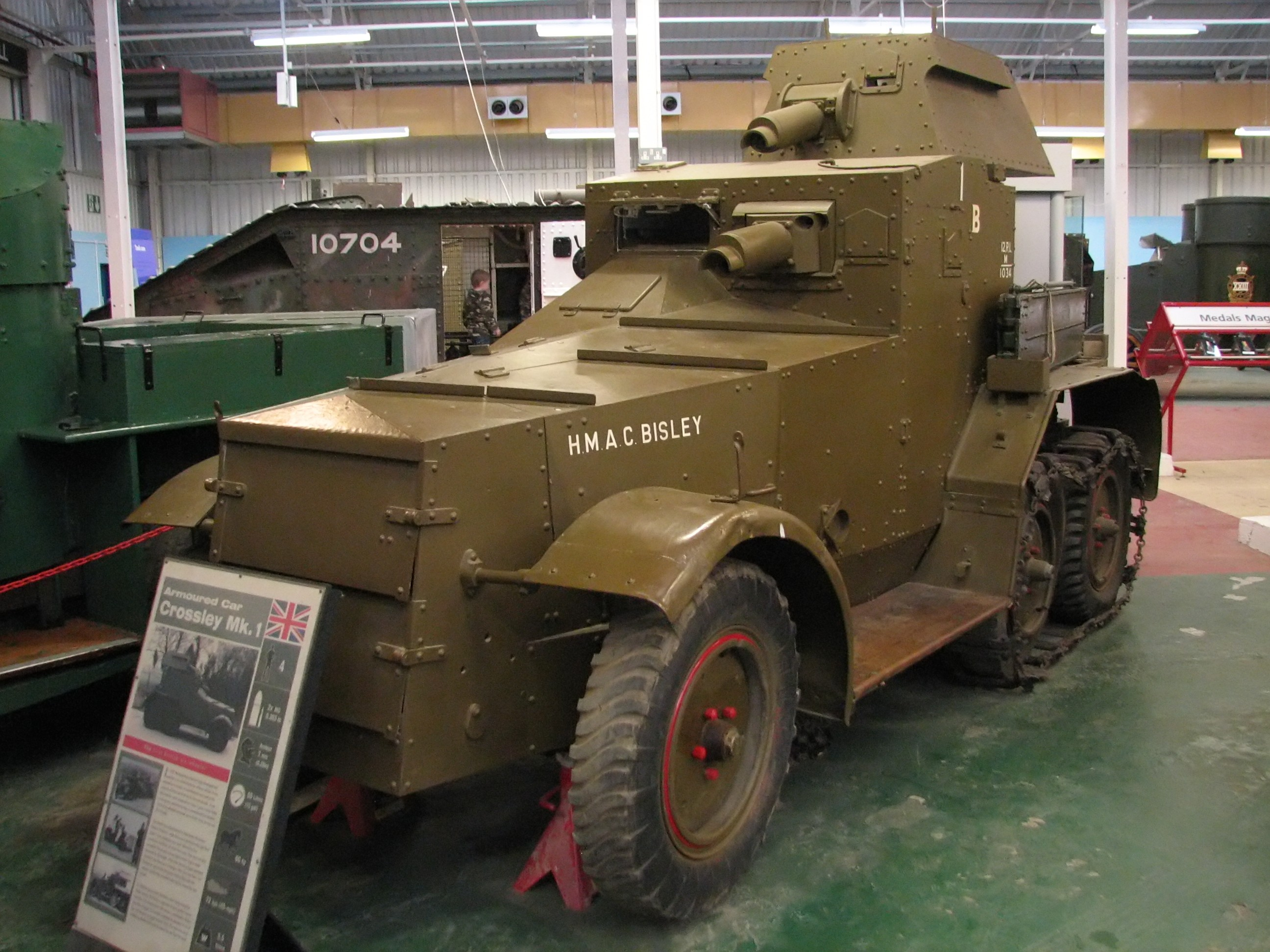
イギリス軍で使用されたクロスレイMk.I 装甲車「ビズレー号（HMAC Bisley）」。ボービントン戦車博物館に展示されている。

## 日本での使用

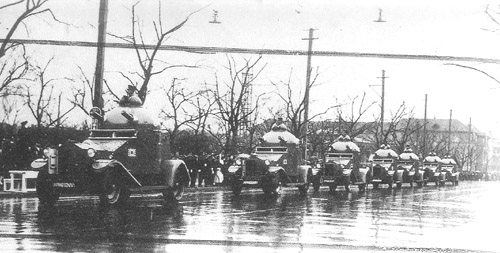
第二次上海事変に於けるヴィッカース・クロスレイ装甲車部隊

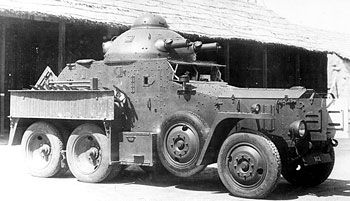
クロスレイ装甲車のバリエーションの一つ。特異な銃塔形状はM25と共通している。（1932年撮影）

### 日本陸軍
日本では、まず陸軍がヴィッカース・クロスレイ装甲車を支那駐屯軍に配備するために1927年（昭和2年）11月に3輌を調達することを決定している。
イギリスから輸入されたヴィッカース・クロスレイ装甲車は、翌年の1928年（昭和3年）4月に支那駐屯軍に2輌が支給された。支那駐屯軍に支給された2輌は支那駐屯軍の天津駐屯歩兵隊に配備された。残る1輌は、同年7月にウーズレー装甲自動車2輌と共に、関東軍に特別支給された。
満州事変では、満州のヴィッカース・クロスレイ装甲車1輌はウーズレー装甲自動車と共に市街の警備や追撃戦などに使用された。支那駐屯軍の2輌のヴィッカース・クロスレイ装甲車は、満州事変の時に起きた天津暴動に出動している。

### 日本海軍
一方、日本海軍も、担当している上海の日本人租界の警護のため、1920年代後半にヴィッカース・クロスレイ装甲車の導入を決めた。日本海軍は、兵力的に小さな陸戦隊での防戦を想定し、装甲車の戦闘力と機動性の高さに大きな期待をかけていた。遅くとも1928年（昭和3年）には上海陸戦隊への実戦配備が始まっている。陸軍のものとは若干仕様が異なり、タイヤはチューブ式のものではなくソリッドタイヤを装着している。
満州事変勃発の影響から、上海付近の情勢も緊張の度合いを増し、1932年（昭和7年）1月、日本人僧侶に対する暴行事件をきっかけに、上海でも日中の戦闘の火蓋が切られた（第一次上海事変）。この頃には上海へは7輌以上のヴィッカース・クロスレイ装甲車が配備されており、日本側で唯一の装甲戦力として使用された。
貴重な装甲車両である本車は1輌ずつバラバラに配備され、陸戦隊兵士の先頭に立ち活躍した。上海市街の舗装路は装輪式の本車の行動を容易にした。しかし、5.5mmの装甲板は銃弾の命中角度によっては貫通された上、装輪式のため少しの障害物でも重大な問題となった。中国軍も市街地の地形を生かして、路地の影や建物の上層階といった死角から手榴弾を投げるなどしたため、本車は数両が失われた。
それでも全般的に見て本車が活躍したことは紛れもない事実であり、応援の日本陸軍部隊が到着するまでの2週間を僅かな数の陸戦隊で大人数の敵部隊を食い止めるのに大いに貢献し、装輪装甲車は戦闘の役に立たないという従来の評価を改めさせた。本車の活躍を受け、日本海軍は新型の装輪装甲車として九三式装甲自動車などを採用した。
1936年（昭和11年）に発生した二・二六事件では、陸軍の八九式中戦車、九二式重装甲車と共に海軍所属のヴィッカース・クロスレイ装甲車が出動した。
本車は、1937年（昭和12年）の第二次上海事変でも活躍した。その後も中国方面の警備任務に使用され、太平洋戦争終了時点でも1輌が上海海軍特別陸戦隊に配備されていた。